# Будаев, Алексей Владимирович
Алексей Владимирович Будаев (род. 24 апреля 1975, Павловский Посад, Московская область) — российский хоккеист, нападающий. Мастер спорта России.

## Биография
Воспитанник — «Планеты» (Павловский Посад) и «Кристалла» Электросталь, играл за команду в сезонах 1991/92 — 1994/95. На драфте НХЛ 1993а был выбран в 2-м раунде под общим 43-м номером командой «Виннипег Джетс». Играл в командах низших лиг Северной Америки «Ред-Дир Ребелз» (1994/95 — 1995/96, WHL), «Миссисипи Си Вулвз» (1996/97, ECHL),
«Мемфис РиверКингз» (1997/98, CHL). Вернувшись в Россию, играл за «Кристалл-2» Электросталь (1998), СКА-«Амур» Хабаровск (1998/99), «Кристалл» и «Химик» Воскресенск (1999/2000), МГУ (2000/01), «Русич-Эксима» Владимир, «Корд» Щёкино (2001/02 — 2003/04), «Витебск» (Белоруссия, 2003/04), «Дмитров» (2004/05), «Рязань» (2006/07), «Десна» Брянск (2006/07 — 2007/08).
Победитель хоккейного турнира зимней Универсиады 1993 года. Серебряный призёр чемпионата Европы среди юниорских команд 1993 года. На драфте НХЛ 1993 года был выбран в 2-м раунде под общим 43-м номером командой «Виннипег Джетс».